# DeWitt County (Texas)
DeWitt County je okres ve státě Texas v USA. K roku 2010 zde žilo 20 097 obyvatel. Správním městem okresu je Cuero. Celková rozloha okresu činí 2 358 km².